# Chiesa di San Giusto a Gualdo
La chiesa di San Giusto si trova a Gualdo, nel comune di Sesto Fiorentino, in provincia di Firenze, arcidiocesi della medesima città.
La chiesa conserva sull'architrave della porta d'ingresso lo stemma della famiglia Ginori che nel XVI secolo ne ebbe il patronato. Fu poi di patronato dei Fioravanti di Firenzuola. Fino al XIX fu chiesa parrocchiale: nel 1833 la parrocchia aveva 141 abitanti.
La chiesa è attualmente sede di attività culturali e ricreative e i due dipinti su tela che ornavano i suoi altari laterali sono ora custoditi nella canonica della Pieve di San Martino a Sesto.